# Zygfryd Szołtysik
Zygfryd Szołtysik (Sucha Góra, Alemania Nazi, 24 de octubre de 1942) es un exfutbolista internacional polaco, medallista olímpico con Polonia en los Juegos Olímpicos de Múnich 1972.

## Carrera
Zygfryd Szołtysik nació en el asentamiento de Sucha Góra, cerca de la localidad de Radzionków, en el distrito de Bytom. El centrocampista polaco se formaría en la cantera del Zryw Chorzów, una institución bastante reconocida por su excelente trabajo en el deporte base, atrayendo la atención de los representantes del Górnik Zabrze y siendo contratado por el club silesio en 1962. Szołtysik pasó 16 años jugando en Zabrze, exceptuando una temporada transcurrida en el Valenciennes FC de la Ligue 1 francesa, y acumuló un total de 395 apariciones en la Ekstraklasa, siendo el jugador con mayor cantidad de partidos disputados del Górnik.
Con el Górnik Zabrze, Szołtysik se proclamó campeón de liga en siete ocasiones y fue seis veces vencedor de la Copa de Polonia, además de alcanzar la final de la Recopa de Europa 1969-70 frente al Manchester City. Durante su carrera en Polonia, llegó a marcar 124 goles con el Górnik, 91 de ellos en la máxima categoría del fútbol polaco. Posteriormente jugó en el Toronto Falcons de Canadá y en varios clubes de fútbol alemanes de divisiones inferiores, hasta retirarse definitivamente en 1990.

## Carrera internacional
Szołtysik hizo su debut con la selección nacional en 1963 en un partido contra Noruega, en la abultada victoria por 9-0 donde anotaría además dos goles. Junto a su compañero de equipo Włodzimierz Lubański, Zygfryd Szołtysik se clasificó con la selección olímpica polaca para los Juegos Olímpicos de Múnich 1972. El 5 de septiembre de 1972, un día después de la masacre de Múnich, Polonia disputaba un decisivo partido contra la Unión Soviética para pasar a la final del torneo. Después de que Kazimierz Deyna hubiese empatado de penalti en el minuto 79, el entrenador Kazimierz Górski solicitó a Andrzej Jarosik que entrase al terreno de juego como sustituto, pero el jugador se negó por no haber sido convocado en el once inicial; su lugar fue ocupado por Szołtysik, quien terminaría por marcar el gol que daría la victoria a Polonia por 2-1 en el minuto 87. El centrocampista estaría en la final frente a Hungría, siendo laureado con la medalla de oro junto al resto de la selección. Ese mismo año Szołtysik se retiraría del fútbol internacional, tras haber disputado 46 partidos y haber anotado 10 goles.